# Walter Ziegis
Walter Ziegis (* 14. März 1898; † nicht ermittelt) war ein deutscher Politiker (NSDAP). Als Kreisleiter und Beauftragter der NSDAP trat er von 1937 bis 1945 als „politischer Hoheitsträger“ im Kreis Stolberg im Gau Sachsen in Erscheinung.

## Leben
Er wuchs im Kreis Stollberg auf und übernahm die Leitung des Kreispersonalamtes. Nach der Abberufung des bisherigen NSDAP-Kreisleiters Fritz Preißler im Oktober 1937, da die Personalunion der Kreisleiter mit hauptamtlichen oder kommunalen Stellen im Gau Sachsen laut Anordnung gelöst werden sollten, wurde Ziegis zunächst kommissarisch dessen Nachfolger als Kreisleiter und Beauftragter der NSDAP im Kreis Stollberg. Seine Ernennung erfolgte persönlich durch den sächsischen Gauleiter Martin Mutschmann im Bürgergarten in Stollberg. Gleichzeitig wurde Ziegis auch Mitglied des Bezirksausschusses Chemnitz. Im Februar 1938 nahm er erstmals an der vom Amtshauptmann Georg Dude einberufenen Beratung mit den Bezirksausschussmitgliedern teil, in der über die befriedigende Wirtschaftslage berichtet und u. a. der Bau von neuen Arbeitsdienstlagern insbesondere in Zwönitz sowie die Umwandlung der Jugendherberge Hormersdorf in ein Müttererholungsheim beschlossen wurde. 1938 nahm er an der Spitze von 148 Abgesandten aus dem Kreis Stollberg am Reichsparteitag in Nürnberg teil. An den vom nationalsozialistischen Regime organisierten und gelenkten Gewaltmaßnahmen gegen Juden im November 1938 war er im Kreisgebiet maßgeblich beteiligt und schrieb ihnen bei öffentlichen Auftritten der nachfolgenden Zeit die historische Schuld für Inflation und Arbeitslosigkeit zu. 1939 wurde Ziegis endgültig zum NSDAP-Kreisleiter in Stollberg/Erzgeb. ernannt.
Im Mai 1939 lud er die Mitglieder des Heimatwerks Sachsen zu einer Tagung nach Stollberg ein, auf der er die Pflege der erzgebirgische Mundart, die Bewahrung des sächsischen Brauchtums und der erzgebirgischen Tracht als Hauptaufgaben des Heimatwerks im Kreis Stollberg definierte.
In der SA war er Obersturmführer.
Nach Ausbruch des Zweiten Weltkrieges wurde Ziegis spätesten Anfang 1940 zur Wehrmacht eingezogen, wo seine Ernennung zum Leutnant erfolgte. Dort wurde ihm in Anerkennung eines Sturmangriffes im Sommer 1940 das Eiserne Kreuz 2. Klasse verliehen.
1947/48 gab es gegen ihn ein Ermittlungsverfahren nach SMAD-Befehl 201 und Kontrollratsgesetz Nr. 10 sowie der Kontrollrats-Direktiven Nr. 24 und Nr. 38 wegen Beteiligung an Misshandlungen von politischen Gegnern, Beteiligung an der Ermordung eines flüchtigen amerikanischen Kriegsgefangenen und wegen politischer Tätigkeiten als Nationalsozialist. Seine Wohnung wurde beschlagnahmt.